# NGC 604
NGC 604は、さんかく座銀河のHII領域である。1784年9月11日にウィリアム・ハーシェルが発見した。局所銀河群で最も大きいHII領域の1つである。距離は約270万光年で、最大直径は約1500光年とオリオン大星雲の可視部分の40倍を超える。オリオン大星雲より6300倍以上も明るく、もし同じ距離にあれば、金星ほどの明るさになったはずである。全ての輝線星雲と同様に、ガスは、大質量の恒星によってイオン化されている。約200個のO型主系列星とウォルフ・ライエ星が集まり、質量は太陽質量の10万倍、年齢は350万歳になる。しかし、大マゼラン雲の中にあるタランチュラ星雲の中心の散開星団R136と異なり、NGC 604の中心はそれほどコンパクトではない。むしろアソシエーションに近く、Scaled OB Association (SOBA)の典型例であると考えられている。

## ギャラリー

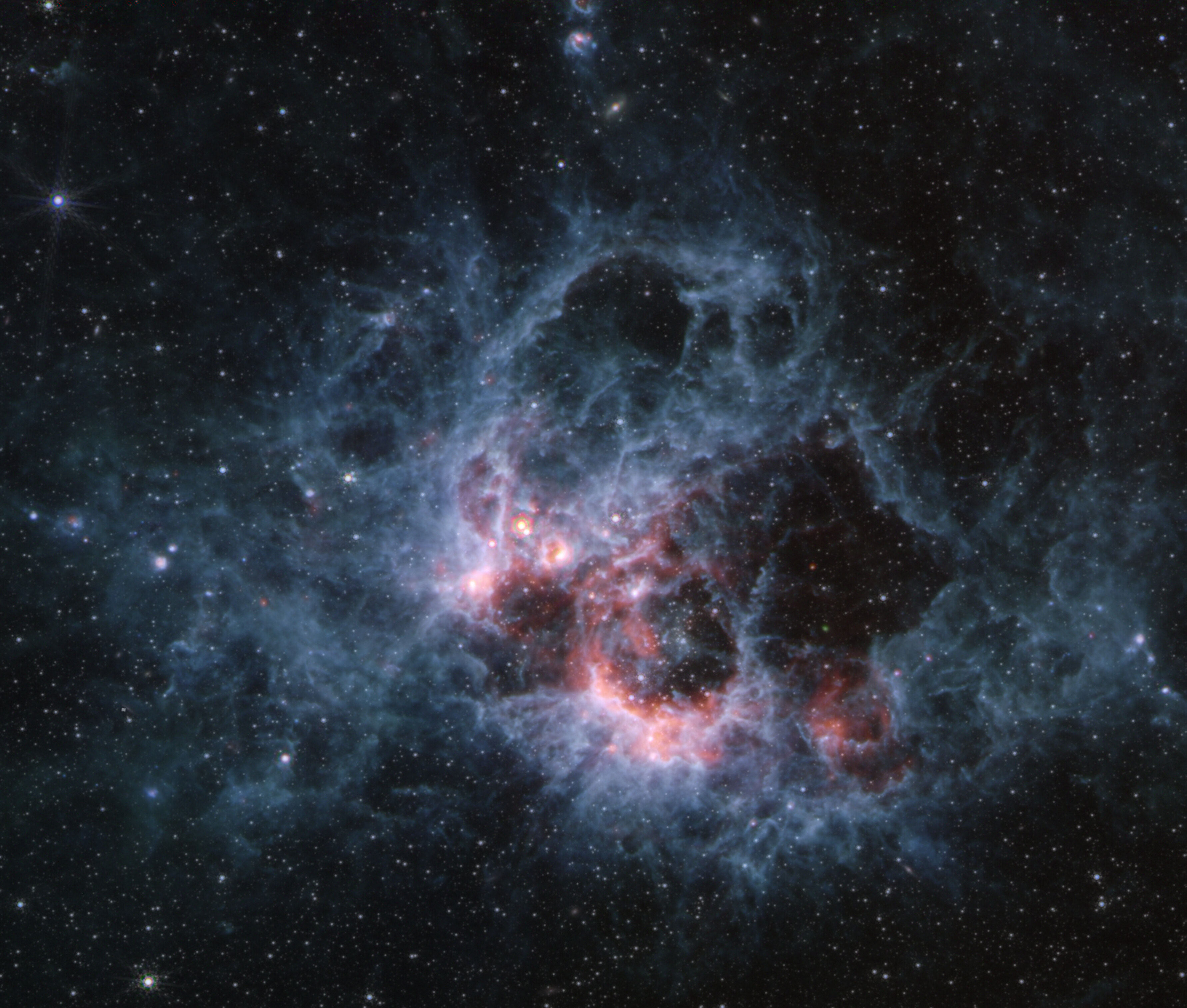
JWST MIRI撮影
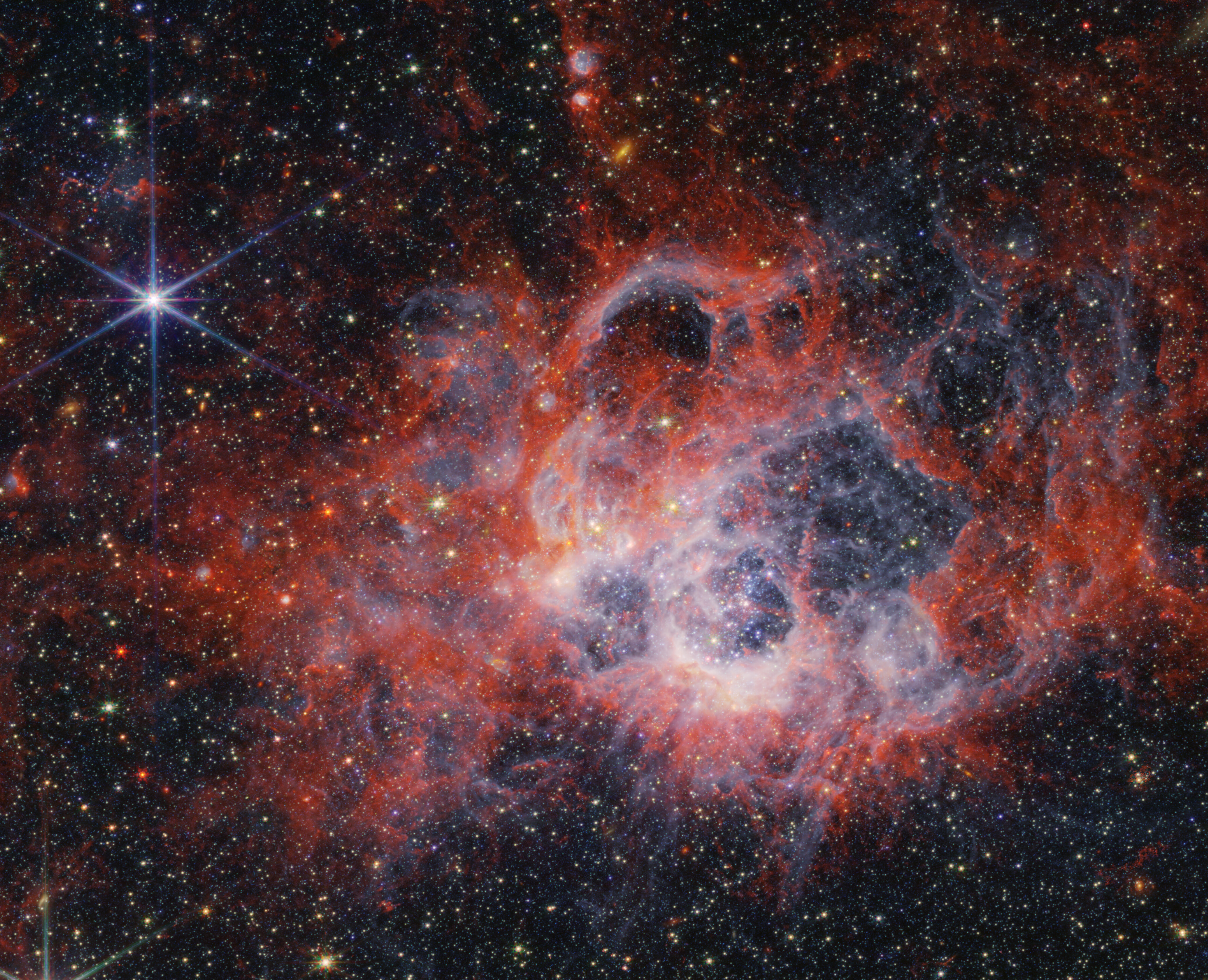
JWST NIRCam撮影